# Pandanus amaryllifolius
Pandanus amaryllifolius ist eine Pflanzenart aus der Gattung der Schraubenbäume (Pandanus) in der Familie der Schraubenbaumgewächse (Pandanaceae). Die Erstbeschreibung von William Roxburgh wurde postum 1832 veröffentlicht. Ein Synonym ist Pandanus odorus Ridl. Die Art ist in weiten Teilen Südostasiens in Kultur.

## Beschreibung
Pandanus amaryllifolius ist eine immergrüne Pflanze, die verholzende Luftwurzeln bildet. Die schwertförmigen Blätter duften angenehm nussartig; es ist die einzige Art innerhalb der formenreichen Gattung Pandanus mit dieser Eigenschaft.
Männliche Blüten sind sehr selten; zu weiblichen Blüten gibt es keinerlei wissenschaftliche Beschreibung. Damit gilt die Pflanze als steril. In Kultur wird sie vegetativ vermehrt. Die Chromosomenzahl beträgt 2n = 70.

## Verbreitung
Die Art ist in weiten Teilen des tropischen Asiens in Kultur. Das ursprüngliche Verbreitungsgebiet ist nicht bekannt, eine Vermutung gibt die Molukken als Herkunft an.

## Nutzung
Die duftenden Blätter, die verschiedene Alkaloide enthalten, werden in vielen Küchen Südostasiens als Würze genutzt. Da sie nicht ohne Aromaverlust getrocknet werden können, werden sie entweder frisch oder in Form einer Essenz verwendet. Das intensive Aroma wird als vanilleähnlich bis leicht nussig beschrieben.
Die frischen Blätter (indonesisch Daun pandan, thailändisch Bai toei, ใบเตย) werden entweder mitgekocht oder aber die Speisen werden in die Blätter eingepackt und in diesen gedämpft oder frittiert; in allen Fällen dienen die Blätter nur der Aromatisierung und werden nicht mitverzehrt. Häufig werden Pandanblätter bei der Zubereitung weniger hochwertiger Reissorten verwendet, da deren Geschmack so gehoben werden kann.

## Schädlinge
Die Pflanzen können vom Schädling Laminococcus pandani aus der Familie der Schmierläuse (Pseudococcidae) befallen werden.
In den Herkunftsländern werden Pandanblätter zum Vertreiben von Kakerlaken verwendet.